# Лазо (Дрокиевский район)
Лазо (рум. Lazo) — село в Дрокиевском районе Молдавии. Наряду с селом Новые Аснашены входит в состав коммуны Новые Аснашены.

## География
Село расположено на высоте 169 метров над уровнем моря.

## История
До 1948 года носило название Куза-Водэ, до 1961 года — Ворошиловка.

## Население
По данным переписи населения 2004 года, в селе Лазо проживает 542 человека (259 мужчин, 283 женщины).
Этнический состав села:
| Национальность | Число жителей | Процентный состав |
| -------------- | ------------- | ----------------- |
| молдаване      | 531           | 97.97             |
| украинцы       | 8             | 1.48              |
| русские        | 2             | 0.37              |
| прочие         | 1             | 0.18              |
| Всего          | 542           | 100 %             |